# Save Your Tears
Save Your Tears è un singolo del cantante canadese The Weeknd, pubblicato il 6 novembre 2020 come quarto estratto dal quarto album in studio After Hours.

## Descrizione
Undicesima traccia del disco, Save Your Tears è un brano tipicamente synth pop ed è stato scritto dallo stesso interprete con Ahmad Balshe, Jason "DaHeala" Quenneville, Karl Martin Sandberg, Oscar Holter e prodotta da The Weeknd con questi ultimi due.

## Promozione
The Weeknd ha eseguito il brano in un medley con In Your Eyes nell'ambito degli American Music Awards 2020, presentandolo anche ai BRIT Awards 2021 e ai Billboard Music Awards 2021.
Il 23 aprile 2021 è stata pubblicata una versione remixata di Save Your Tears caratterizzata dalla partecipazione vocale di Ariana Grande, segnando la terza collaborazione tra i due artisti dopo Love Me Harder del 2014 e Off the Table del 2020. Il remix è stato presentato dal vivo dai due artisti in occasione degli iHeartRadio Music Awards 2021.

## Video musicale
Il video musicale, diretto dai Cliqua con la partecipazione della modella Bianca Rojas, è stato reso disponibile il 5 gennaio 2021 attraverso il canale YouTube dell'interprete. Agli MTV Video Music Awards 2021 è stato candidato come Video dell'anno.

## Tracce
Download digitale – remix
1. Save Your Tears (con Ariana Grande) (Remix) – 3:11

Download digitale – versione dal vivo
1. Save Your Tears (Live at the BRIT Awards 2021) – 4:06

## Formazione
Musicisti
- The Weeknd – voce, tastiera, programmazione, basso, chitarra, batteria, cori
- Max Martin – tastiera, programmazione, basso, chitarra, batteria
- Oscar Holter – tastiera, programmazione, basso, chitarra, batteria
- Max Grahn – chitarra

Produzione
- Max Martin – produzione
- Oscar Holter – produzione
- The Weeknd – produzione
- Shin Kamiyama – ingegneria del suono
- Sam Holland – ingegneria del suono
- Michael Ilbert – ingegneria del suono
- Cory Bice – assistenza tecnica
- Jeremy Lertola – assistenza tecnica
- Șerban Ghenea – missaggio
- John Hanes – assistenza al missaggio
- Dave Kutch – mastering
- Kevin Peterson – assistenza al mastering

## Remix
Il 23 aprile 2021 pubblica il remix della canzone insieme alla cantante statunitense Ariana Grande. La canzone è la loro terza collaborazione dopo i singoli Love Me Harder (2014) e Off the Table (2020).
Il singolo ha raggiunto la vetta della Billboard Hot 100 e della Billboard Global 200 grazie al rilascio del remix.

### Promozione
Il 27 maggio 2021 i due cantanti hanno eseguito la canzone all'iHeartRadio Music Awards 2021.

## Successo commerciale
Secondo l'International Federation of the Phonographic Industry Save Your Tears è risultato il brano più venduto a livello globale nel corso del 2021 con un totale di 2,15 miliardi di stream equivalenti, permettendo al cantante di divenire il primo artista ad avere il singolo più venduto per due anni di fila.
Nella pubblicazione del 13 febbraio 2021 il brano è salito all'8º posto della Billboard Hot 100, segnando la dodicesima top ten dell'interprete negli Stati Uniti. Nel corso della settimana ha raggiunto 28 milioni di radioascoltatori, ha totalizzato 15 milioni di stream e ha infine distribuito 6 000 copie. La settimana successiva è salito al numero 4 con 32,1 milioni di radioascoltatori, 21,7 milioni di riproduzioni in streaming e 14 000 copie vendute, registrando un complessivo incremento rispetto alla pubblicazione precedente grazie alla performance del cantante all'halftime show del 55º Super Bowl tenutosi il 7 febbraio 2021. Inoltre, con Blinding Lights in 3ª posizione, The Weeknd ha totalizzato due canzoni in top five simultaneamente per la decima volta nella sua carriera. In seguito alla pubblicazione del remix con Ariana Grande il brano ha raggiunto la vetta della Hot 100 nella classifica datata all'8 maggio 2021, segnando la sesta numero uno per entrambi gli interpreti. Nel corso della settimana è riuscito a totalizzare 30,4 milioni di stream, 18 000 copie digitali e 67,3 milioni di audience radiofonica.

## Classifiche

### Classifiche settimanali
| Classifica (2020-24)  | Posizione massima |
| --------------------- | ----------------- |
| Argentina             | 8                 |
| Australia             | 3                 |
| Austria               | 4                 |
| Belgio (Fiandre)      | 1                 |
| Belgio (Vallonia)     | 1                 |
| Bielorussia           | 122               |
| Bulgaria              | 3                 |
| Canada                | 1                 |
| Corea del Sud         | 133               |
| Croazia               | 1                 |
| Danimarca             | 1                 |
| El Salvador           | 3                 |
| Emirati Arabi Uniti   | 19                |
| Estonia               | 23                |
| Filippine             | 15                |
| Finlandia             | 3                 |
| Francia               | 6                 |
| Germania              | 5                 |
| Grecia                | 5                 |
| India                 | 4                 |
| Irlanda               | 2                 |
| Islanda               | 1                 |
| Italia                | 4                 |
| Kazakistan            | 69                |
| Libano                | 7                 |
| Lituania              | 1                 |
| Lussemburgo           | 23                |
| Malaysia              | 1                 |
| Medio Oriente         | 19                |
| Messico               | 5                 |
| Norvegia              | 3                 |
| Nuova Zelanda         | 9                 |
| Paesi Bassi           | 15                |
| Panama                | 37                |
| Perù                  | 35                |
| Polonia               | 1                 |
| Portogallo            | 3                 |
| Regno Unito           | 2                 |
| Repubblica Ceca       | 4                 |
| Repubblica Dominicana | 44                |
| Romania               | 5                 |
| Russia                | 5                 |
| Singapore             | 1                 |
| Slovacchia            | 4                 |
| Slovenia              | 1                 |
| Spagna                | 16                |
| Stati Uniti           | 1                 |
| Sudafrica             | 5                 |
| Svezia                | 3                 |
| Svizzera              | 3                 |
| Ucraina               | 163               |
| Ungheria              | 3                 |
| Vietnam               | 11                |

### Classifiche di fine anno
| Classifica (2021) | Posizione |
| ----------------- | --------- |
| Australia         | 8         |
| Austria           | 6         |
| Belgio (Fiandre)  | 1         |
| Belgio (Vallonia) | 1         |
| Brasile           | 157       |
| Canada            | 2         |
| Croazia           | 1         |
| Danimarca         | 2         |
| Finlandia         | 5         |
| Francia           | 6         |
| Germania          | 5         |
| India             | 10        |
| Irlanda           | 5         |
| Islanda           | 5         |
| Italia            | 27        |
| Norvegia          | 5         |
| Nuova Zelanda     | 16        |
| Paesi Bassi       | 18        |
| Polonia           | 5         |
| Portogallo        | 2         |
| Regno Unito       | 4         |
| Russia            | 19        |
| Spagna            | 30        |
| Stati Uniti       | 2         |
| Svezia            | 5         |
| Svizzera          | 3         |
| Ungheria          | 9         |
| Classifica (2022) | Posizione |
| Australia         | 15        |
| Austria           | 41        |
| Belgio (Fiandre)  | 155       |
| Belgio (Vallonia) | 165       |
| Canada            | 42        |
| Danimarca         | 35        |
| Francia           | 46        |
| Germania          | 51        |
| Islanda           | 51        |
| Lituania          | 61        |
| Nuova Zelanda     | 27        |
| Paesi Bassi       | 82        |
| Regno Unito       | 37        |
| Stati Uniti       | 40        |
| Svezia            | 44        |
| Svizzera          | 21        |
| Ungheria          | 99        |
| Vietnam           | 18        |
| Classifica (2023) | Posizione |
| Australia         | 32        |
| Danimarca         | 86        |
| Francia           | 69        |
| Paesi Bassi       | 84        |
| Polonia           | 65        |
| Portogallo        | 43        |
| Regno Unito       | 55        |
| Svezia            | 78        |
| Svizzera          | 46        |
| Classifica (2024) | Posizione |
| Australia         | 66        |
| Filippine         | 90        |
| Francia           | 90        |
| Portogallo        | 92        |

## Date di pubblicazione
| Paese                 | Data di pubblicazione | Formato                   |
| --------------------- | --------------------- | ------------------------- |
| Italia                | 6 novembre 2020       | Contemporary hit radio    |
| Regno Unito           | 20 novembre 2020      | Adult contemporary radio  |
| Stati Uniti d'America | 24 novembre 2020      | Rhythmic contemporary     |
| Stati Uniti d'America | 11 gennaio 2021       | Hot adult contemporary    |
| Mondo                 | 23 aprile 2021        | Download digitale – remix |